# Джеймс Ґренвілл
Джеймс Ґренвілл (12 лютого 1715 — 14 вересня 1783) — британський політик .
Він народився у Воттон-Гаузі, Бекінґемшир, у 1715 році у впливовій політичній родині Ґренвіллів і був одним із п'ятьох братів, які пішли в політику. Він був третім сином Річарда Ґренвілла, видатного політичного діяча графства Бекінґемшир, а серед його братів були Річард Ґренвілл-Темпл, 2-й граф Темпл, Джордж Ґренвілл, пізніше прем’єр-міністр, і Томас Ґренвілл. Він отримав освіту в Ітонському коледжі (1728-32) і вивчав право в Іннер-Темплі, куди його покликали до адвокатури в 1738 році.
У 1738 році він успадкував Батлей-Корт, Сомерсет, від своєї тітки Кетрін Ріґґс, уродженої Симкокс.
Він був вперше обраний членом парламенту в 1741 році за списком лорда Кобгема і служив одним із так званих "дитинчат Кобгема" в перші роки його роботи в парламенті. У 1746 році він отримав посаду в Торговій раді. З 1756 до 1761 року під керівництвом Пітта він був молодшим лордом казначейства. Інші посади включали лорда казначейства (листопад 1756-квітень 1757 та липень 1757-березень 1761), коферера дому (березень - жовтень 1761), таємного радника, 1761 і спільного віце-скарбника Ірландії (серпень 1766-січень 1770).
У жовтні 1761 року після відставки свого зятя Вільяма Пітта Джеймс Ґренвілл пішов у відставку разом з ним і перейшов у опозицію. Пізніше він був посередником у примиренні між Джорджем Ґренвіллом, який спричинив розрив у своїй родині, не пішовши у відставку, та їхнім старшим братом Річардом Ґренвіллом-Темплом, 2-м графом Темплом, близьким союзником Пітта.
Він одружився з Мері, донькою та спадкоємицею Джеймса Сміта з Південного Елкінґтона, Лінкольншир, і з нею народив синів-близнюків. Його наступником у 1783 році став його син Джеймс, який отримав більшу частину свого маєтку і пізніше був номінований бароном Ґластонбері, хоча частина власності також перейшла до молодшого близнюка генерала Річарда Ґренвілла. Обидва сини разом служили депутатами від Бекінґема з 1774 по 1780 рік.
Він похований у церкві Святого Леонарда в Батлі.